# Eurystyles christensonii
Eurystyles christensonii är en orkidéart som beskrevs av David Edward Bennett. Eurystyles christensonii ingår i släktet Eurystyles och familjen orkidéer.
Artens utbredningsområde är Peru. Inga underarter finns listade i Catalogue of Life.